# استان راگوسا

استان راگوسا (به ایتالیایی: Provincia di Ragusa) از استان‌های کشور ایتالیا است. استان راگوسا در جنوب این کشور قرار دارد. مرکز این استان شهر راگوسا و زیرمجموعه ناحیه سیسیل می‌باشد. مساحت این استان ۱٬۶۱۴ کیلومتر مربع و جمعیت آن  ۳۰۸٬۱۰۳ نفر است.